# If 6 Was 9
If 6 Was 9 е песен написана от Джими Хендрикс, включен в албума Axis: Bold as Love на психеделичната рок група The Jimi Hendrix Experience от 1967 година. Песента е включена и към филма от 1969 година Волният ездач (Easy Rider).
Песента е едно от най-явните изявления на Хендрикс относно обществените борби между управляващата класа и хипитата, които се случват през 60-те години в Америка. Началният блус риф се развива в свободен джем сешън, извеждайки текста на преден план. В солото са използвани редица ефекти като най-отличително и уникално за времето си е ползването на стерео озвучение. Хендрикс свири на флейта в края на песента, докато продуцентът Чаз Чандлър и звуковия инженер Еди Крамър тропат с крака.
Песента достига легендарен статус едва след смъртта на Джими Хендрикс – главно поради смелите думи, които той изрича в края. Някои дори свързват деветката в името с фатализъм.
Най-отличителните кавъри на песента са записани от Тори Амос и Лени Кравиц.